# Хануков, Александр Павлович
Александр Павлович Хануков (18 декабря 1867 — 4 декабря 1943) — генерал-майор Российской императорской армии; участник Русско-японской войны, Первой мировой войны и Гражданской войны на Украине; кавалер ордена Святого Георгия 4-й степени и Георгиевского оружия. В 1918 году добровольно поступил на службу в армию Украинской державы.

## Биография
Родился 18 декабря 1867 года. По вероисповеданию — православный. Окончил Херсонское реальное училище.
В Российской императорской армии с 12 октября 1887 года. В 1890 году выдержал офицерский экзамен при Михайловском артиллерийском училище и произведён в подпоручики со старшинством с 15 марта 1890 года. Последовательно служил в 4-й резервной артиллерийской бригаде, Ивангородской и Либавской крепостной артиллерии, 22-й артиллерийской бригаде. В 1894 году произведён в поручики (старшинство с 15 марта 1894 года). 13 июля 1897 года получил чин штабс-капитана. В 1899 году окончил Николаевскую академию Генерального штаба по 1-му разряду и 2 июня 1899 года «за отличные успехи в науках» произведён в капитаны. Состоял при Киевском военном округе.
С 26 ноября 1899 года по 28 января 1901 года занимал должность старшего адъютанта штаба 5-й пехотной дивизии. 28 января 1901 года назначен старшим адъютантом штаба 9-го армейского корпуса. С 13 октября 1901 года по 13 октября 1902 года отбывал цензовое командование ротой в 166-м пехотном Ровненском полку. 16 ноября 1903 года назначен исправляющим должность начальника строевого отделения штаба Владивостокской крепости. 6 декабря 1903 года получил чин подполковника с утверждением в должности.
23 июня 1905 года назначен исправляющим должность начальника штаба 15-й пехотной дивизии, с которой принял участие в русско-японской войне. С 10 мая по 10 сентября 1906 года отбывал цензовое командование батальоном в 166-м пехотном Ровненском полку. 5 января 1907 года утверждён в должности начальника штаба 15-й пехотной дивизии. 6 декабря 1907 года получил чин полковника. С 4 июня по 1 августа 1908 года для ознакомления с особенностями службы был прикомандирован к артиллерии, а с 1 июля по 27 июля 1912 года — к кавалерии. 22 ноября 1913 года назначен командиром 131-го пехотного Тираспольского полка, во главе которого вступил в Первую мировую войну.
19 мая 1915 года Высочайше утверждено пожалование командующим 3-й армией ордена Св. Георгия 4-й степени:
За то, что, находясь с полком в авангарде дивизии 13-го августа 1914 года и ведя наступление против подавляющих сил противника, под сильным и действительным артиллерийским и ружейным огнем, несмотря на огромную убыль среди офицеров и нижних чинов в составе более 50%, примером отличного мужества и твердой воли, воодушевив части полка к энергичному наступлению, заставил противника отступить от гор. Буска с большими потерями, что предоставило нашим войскам господство на р. Буге.
6 июня 1915 года «за отличия в делах против неприятеля» произведён в генерал-майоры, со старшинством с 11 ноября 1914 года, с оставлением командующим полком.
А. П. Хануков - активный участник Наревской операции 10-20 июля 1915 г.
27 августа 1915 года назначен командиром бригады 31-й пехотной дивизии. С 13 ноября 1915 года по 20 апреля 1916 года был начальником штаба 23-го армейского корпуса.
20 ноября 1915 года Высочайше утверждено пожалование командующим 3-й армией Георгиевского оружия:
За то, что будучи командиром 131-го пехотного Тираспольского полка и командуя 23-го августа 1914 года авангардом в составе одного полка, 2-х батарей и 1-й сотни казаков, в продолжение всего боя, находясь под сильным ружейным, пулеметным и артиллерийским огнем, после упорного боя захватил переправу у м. Бельз, сильно занятую превосходными силами противника и заставил его поспешно отойти.
С 20 апреля 1916 года по 18 февраля 1917 года — начальник штаба 41-го армейского корпуса. С 18 февраля по 20 июля 1917 года был командиром 5-й Заамурской пограничной пехотной дивизии. 20 июля 1917 года отчислен от должности и назначен в резерв чинов при штабе Киевского военного округа.
В 1918 году вступил в армию Украинской Державы и получил чин генерального значкового. В мае 1918 года был назначен Киевским губернским старостой. Эмигрировал в Югославию. Скончался 4 декабря 1943 года в городе Нови-Сад. Похоронен на Успенском кладбище Нови-Сада.

## Награды
Удостоен российских наград:
- Орден Святого Георгия 4-й степени (19 мая 1915);
- Георгиевское оружие (20 ноября 1915);
- Орден Святого Владимира 3-й степени (25 февраля 1911);
- Орден Святого Владимира 4-й степени с мечами и бантом (8 января 1906);
- Орден Святой Анны 1-й степени с мечами (30 апреля 1917);
- Орден Святой Анны 2-й степени с мечами (1906);
- Орден Святой Анны 3-й степени с мечами и бантом (30 июля 1905);
- Орден Святой Анны 4-й степени с надписью «За храбрость» (14 марта 1916);
- Орден Святого Станислава 1-й степени с мечами (21 ноября 1916);
- Орден Святого Станислава 2-й степени с мечами (1905);
- Орден Святого Станислава 3-й степени с мечами и бантом (1905).